# 耀眼底灯鱼
耀眼底灯鱼（学名：Benthosema suborbitale）为輻鰭魚綱燈籠魚目灯笼鱼科底灯鱼属的鱼类，俗名下眶底灯鱼。分布于太平洋、印度洋、大西洋以及南海等海域，一般栖息于热带和亚热带海域。本魚背鰭軟條12-14枚；臀鰭軟條16-19枚；脊椎骨33-35個，體長可達3.9公分，屬深海魚類，深度50-2500公尺，屬夜間覓食，以浮游動物為食。

## 扩展阅读
維基物種上的相關：耀眼底灯鱼